# Famille Gabrieli
Pour les articles homonymes, voir Gabrieli (homonymie).
Ne doit pas être confondu avec Gabrielli ou Maison Gabrielli.
La famille Gabrieli est une famille patricienne de Venise. Elle est la branche vénitienne de la maison Gabrielli originaire de Gubbio, qui fut intégrée à la noblesse, parmi les Case nuove, lors de la clôture (serrata) du Maggior Consiglio (1297), et qui reste dans le patriciat jusqu'à la fin de la république de Venise en 1797. Elle est également et indifféremment connue sous les noms Gabrielli (en italien littéraire) ou Gabriel (en dialecte vénitien).
En 1506, la famille hérite des fiefs des Mauruzi da Tolentino dans les Domini di Terraferma, étant reconnue par le Sénat vénitien des titres de comte de Aviano, San Polo et San Giorgio.[réf. nécessaire]

## Personnalités
- Jacopo, sénateur accrédité et ambassadeur ;
- Pietro, conseiller et gouverneur à Zara ;
- Bernardo, capitaine de galère, fut envoyé en 1424 en Istrie avec six ambassadeurs pour y prendre le prince Éric IX de Suède revenant de Palestine; il reçut le titre de Chevalier du prince ;
- Giovanni, sénateur, épousa Francesca Venier, fille de Antonio, doge de Venise de 1382 à 1400 ;
- Gabriele (1398 - 1471) fut évêque de Modon (1432 - 1448) et de Capodistrie (1448 - 1471) ;
- Bertucci (1423 - 1481), fils de Jacopo e de Samaritana Pisani, fut chargé de convoyer en 1474 Béatrice, fille de Ferdinand Ier de Naples en Hongrie, où elle allait épouser le roi Matthias Corvin ; il fut ensuite ambassadeur de la République auprès du roi Louis XI (1478-1480), où il se lia d'amitié avec Philippe de Commynes ; il se maria avec Suordamor Michiel et avec Diana Pizzamano ;
- Lorenzo (1445 - 1512), petit-fils du doge Pasqual Malipiero, fut évêque de Bergame de 1484 jusqu'à sa mort ;
- Marco (1465 - 1501), fils de Girolamo et Lucia Mocenigo, recteur malheureux de la forteresse de Modon, en Grèce, fut représenté par Vittore Carpaccio dans un celèbre tableau ;
- Angelo (1470 - 1533), fils de Silvestro et Agnèse Pesaro, fut sénateur; Pietro Bembo lui dédia le De Aetna ; en 1465 il épousa Vittoria Mauruzi da Tolentino, petite-fille de Niccolò da Tolentino, celèbre condottiere de la Renaissance ;
- Trifone (1470 - 1549), le "Socrate vénitien", fut un humaniste ;
- Jacopo (1510 - 1510), le principal divulgateur de l'œuvre de son oncle Trifone, fut podestà et recteur de Feltre, où il commissionna à Andrea Palladio la réalisation du Palazzo della Ragione ;
- Leonardo fut l'auteur d'un poème épique, Nova Spagna d'Amor, et Morte dei Paladini, publié à Venise en 1550 ;
- Andrea (v. 1533 - 1585) fut un compositeur de l'école vénitienne ;
- Giovanni (1554 - 1612), son neveu, fut également compositeur ;
- Giacomo (1619 - 1686) commanda une galéasse à la bataille des Dardanelles (1657) et fut en suite Luogotenente Generale della Patria del Friuli ;
- Giannantonio (1722 - 1803), secrétaire d'ambassade à Londres et Rome, ensuite ambassadeur à Turin, Milan et Naples, fut le dernier Cancellier Grande de la Sérénissime ;
- Alvise Maria (1727 - 1785) fut évêque titulaire de Famagouste (de) (1758 - 1761), évêque de Concordia Sagittaria (1761 - 1779), et évêque de Vicence (1779 - 1785) ;
- Angelo Maria (1732 - 1805) fit partie du Conseil des Dix et était Inquisitore di Stato à la chute de la République ; il fut arrêté par ordre de Napoléon pour avoir resisté à l'envahisseur français; il fut le dernier de sa famille.

Au fil des siècles, plusieurs membres de la famille exercèrent des fonctions publiques dans le Stato da Màr: Angelo et Andrea furent ducs de Candie en 1280 - 1282 et 1496 - 1498, respectivement; Bertuccio, Andrea, Anzolo, Alvise et Pietro furent comtes et recteurs de Cattaro en 1469 - 1472, 1586 - 1588, 1640 - 1641, 1648 - 1650 et 1659 - 1660; Zaccaria, Angelo et Lancillotto Maria furent baili de Corfou en 1602 - 1604, 1612 - 1614 et 1624 - 1626.

## Images

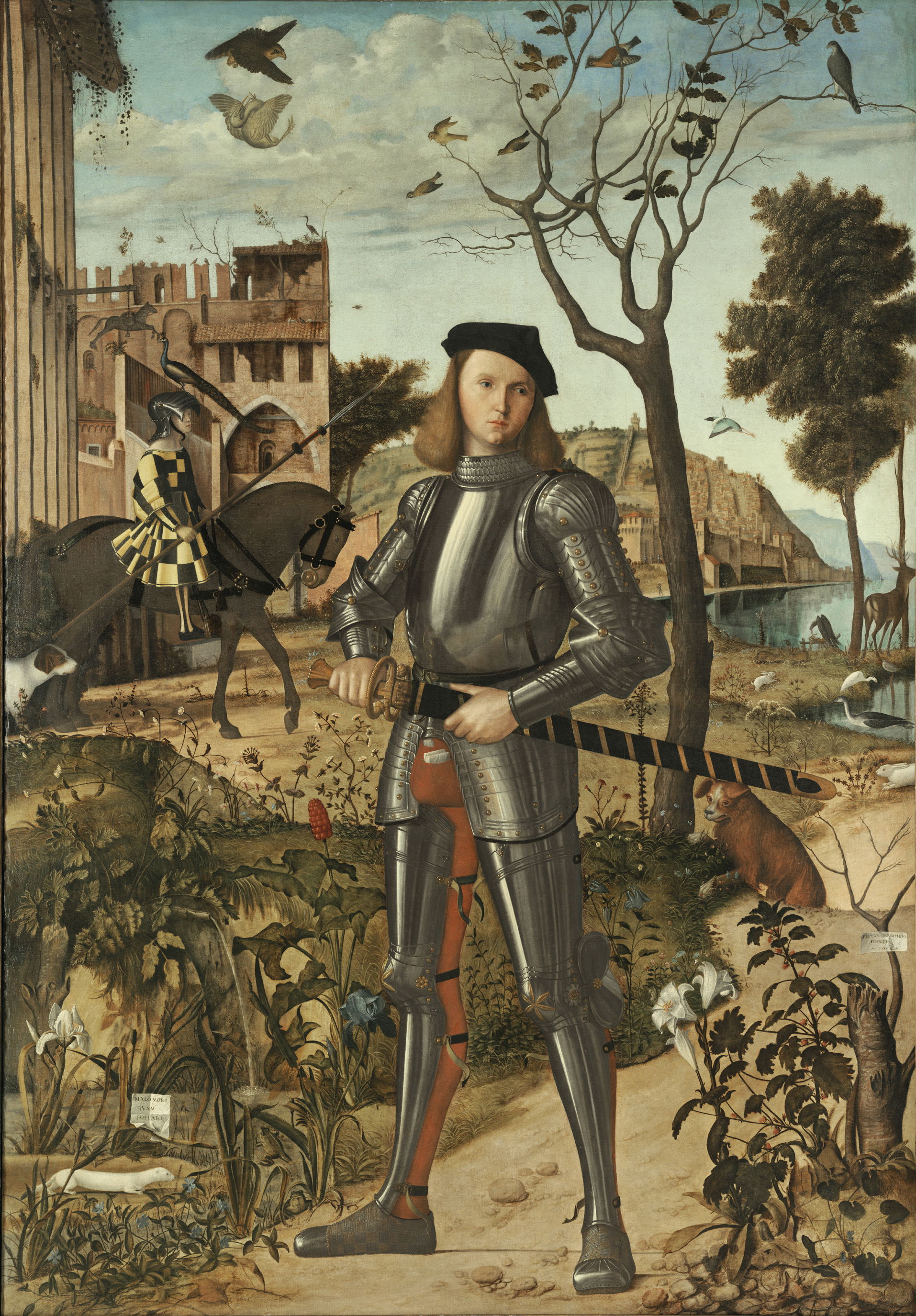
Vittore Carpaccio représenta Marco Gabriel dans son Portrait d'un chevalier,  musée Thyssen-Bornemisza de Madrid.
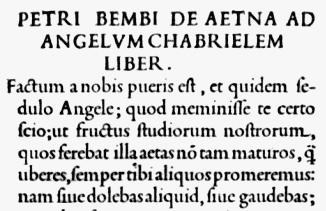
L'incipit du De Aetna, avec la dédicace de Pietro Bembo à Angelo Gabriel.
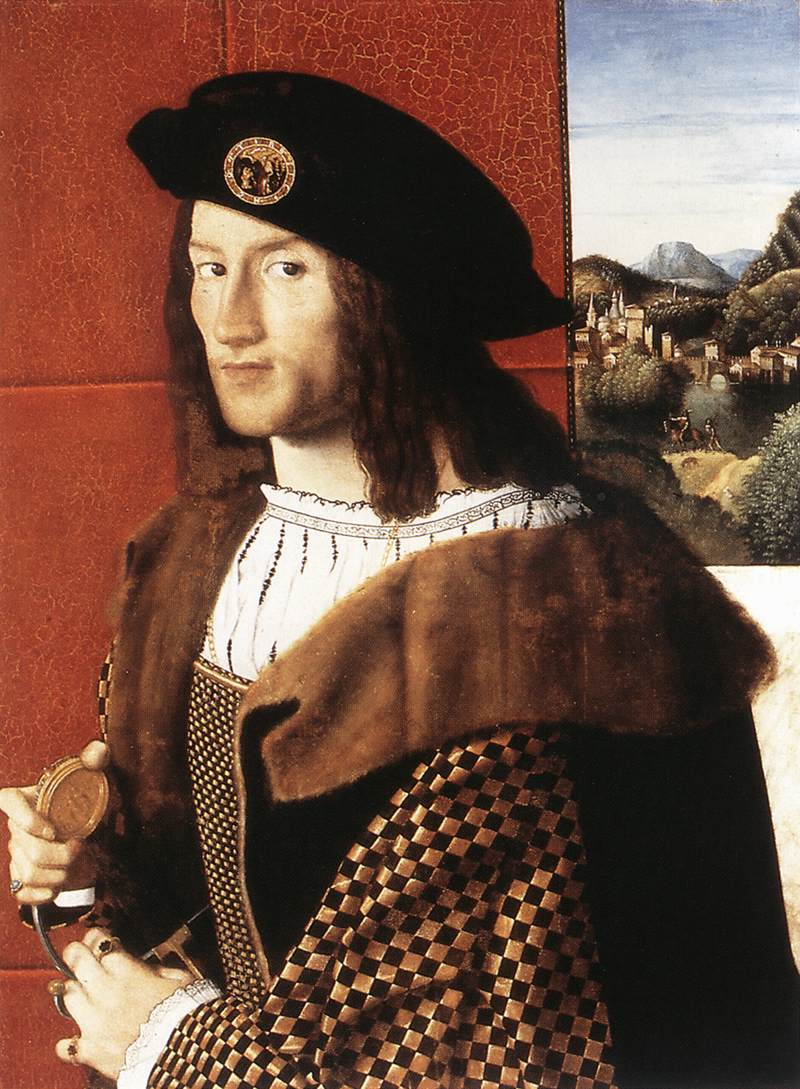
Bartolomeo Veneto exécuta ce portrait présumé d'Angelo Gabriel, dont le dessin échiqueté des manches du vêtement a été mis en relation avec les armoiries de sa famille.
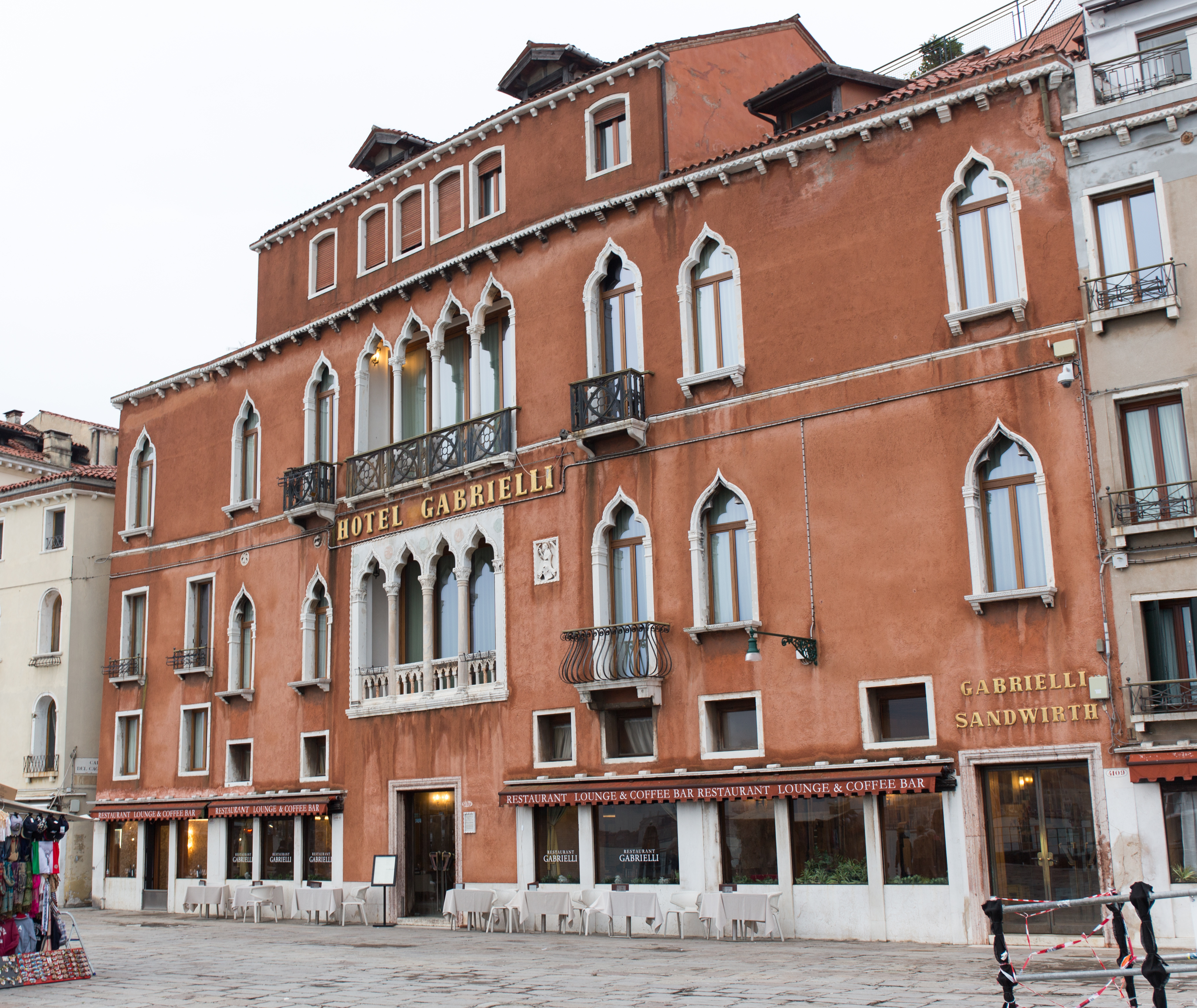
Le palais de famille sur la Riva degli Schiavoni devenu un hôtel.
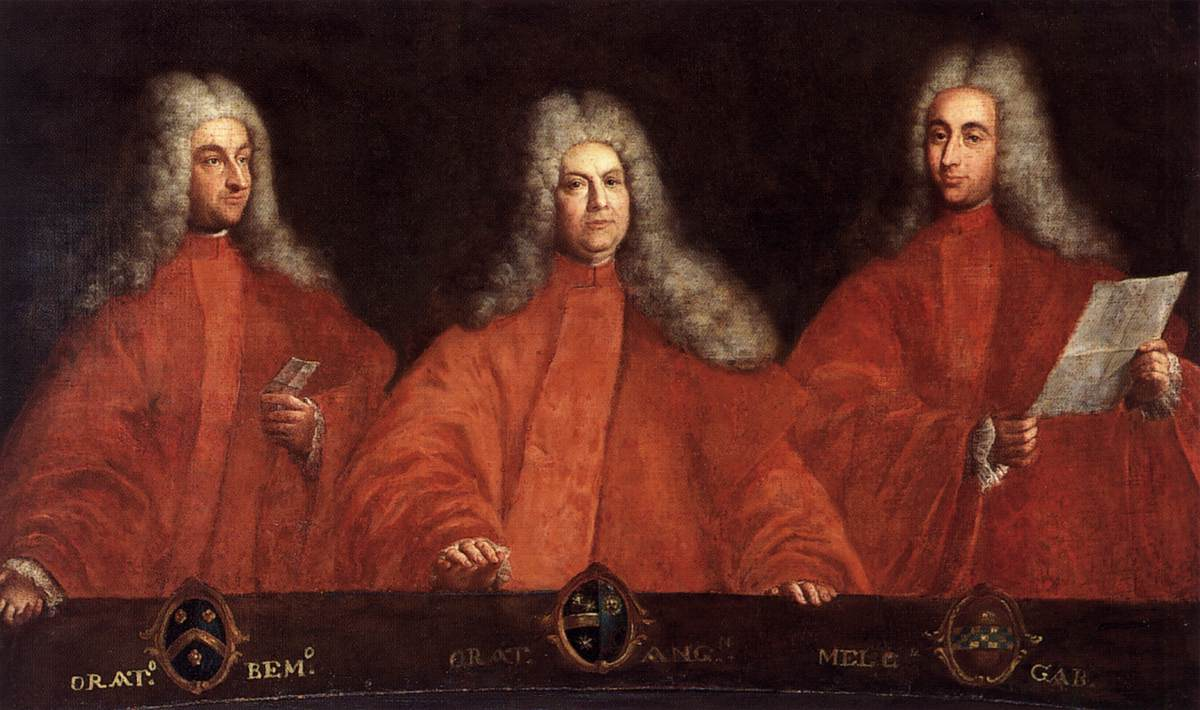
Melchiorre Gabriel (à droite) et deux autres Avogadori, Orazio Bembo et Orazio Angarano, vers 1715. Œuvre de Pietro Uberti, Palais des Doges.
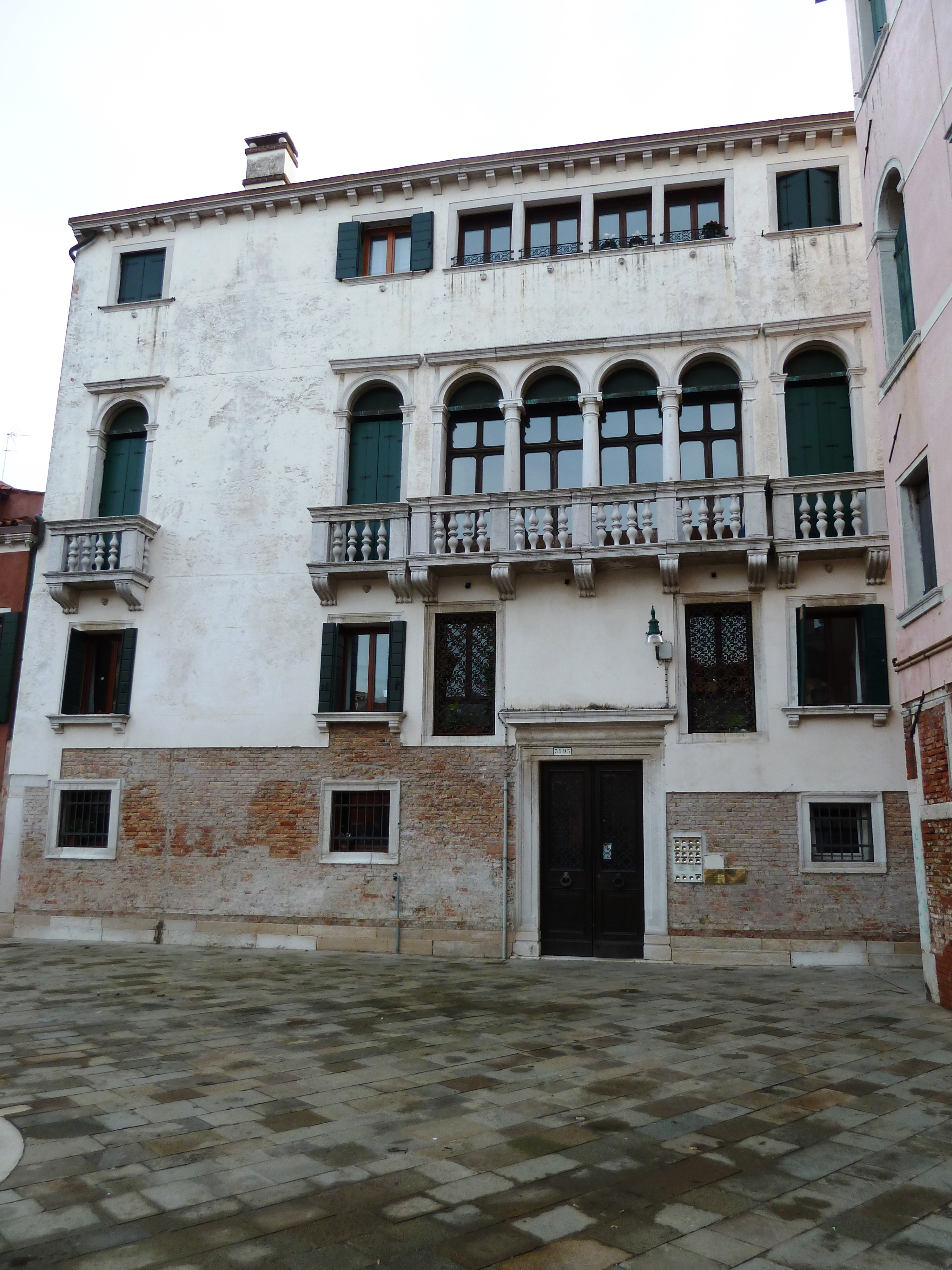
Palais Gabrieli Dolfin à Dorsoduro.

### Sources
- Nouvelle relation de la Ville et République de Venise, Casimir Freschot, Utrecht, 1709, éd. Guillaume Van Poolsum.
- Dizionario storico-portatile di tutte le venete patrizie famiglie, G. Bettinelli, Venezia, 1780.
- Saggio sulla Storia Civile, Politica, Ecclesiastica e sulla Corografia e Topografia degli Stati della Reppublica di Venezia ad uso della Nobile e Civile Gioventù, Ab. D. Cristoforo Tentori Spagnuolo, Venise, Éd. Giacomo Storti, 1785.
- Repertorio Genealogico delle Famiglie confermate nobili e dei titolati nobili esistenti nelle provincie Venete, Francesco Schröder, Venise, 1830, typografia Alvisopoli.
- A History of Painting in North Italy: Venice, Padua, Vicenza, Verona, Ferrara, Milan, Friuli, Brescia, from the Fourteenth to the Sixteenth Century, Joseph Archer Crowe, Giovanni Battista Cavalcaselle, London, 1912, John Murray.
- Linee di politica matrimoniale nella nobiltà veneziana fino al XV secolo. Alcune note genealogiche e l'esempio della famiglia Mocenigo, Bianca Betto, Archivio Storico Italiano, Vol. 139, No. 1 (507) (1981), pp. 3-64.